# Кетрин Чон
Кетрин Чон (енгл. Katherine Chon; рођена 1981) је била суоснивач и председник „Полариса” у Сједињеним Америчким Државама. Оснивачка је директорка Канцеларије за трговину људима и виши саветник за трговину људима у Министарству здравља и социјалних услуга Сједињених Америчких Држава.

## Биографија
Рођена је 1981. године у Квангџу. Током основних студија се упознала са проблемом трговине људима. Магистрирала је психологију на Универзитету Браун 2002, јавно здравље на Универзитету Џон Хопкинс и јавну администрацију на Харвард Кенеди школи 2010.
Године 2002. је са колегом Дереком Елерманом покренула водећу организацију у Сједињеним Америчким Државама „Поларис”. Борили су се против свих облика трговине људима и пружали услуге грађанима Сједињених Америчких Држава и жртвама страних држављана, мушкарцима, женама и деци. Користили су холистичку стратегију, користећи искуство стечено кроз рад са преживелима за креирање дугорочних решења. Радили су на јачању закона, водили телефонску линију Националног центра за трговину људима (1-888-373-7888), пружали обуку о препознавању и борби против трговине људима и пружали директне услуге жртвама трговине људима у Вашингтону и Њуарку.
Од 2012. године је оснивачка директорка Канцеларије за трговину људима и виши саветник за трговину људима у Министарству здравља и социјалних услуга Сједињених Америчких Држава. Као виши саветник ради у више савезних радних група за трговину људима, родно засновано насиље, експлоатацију деце и отпорне ланце снабдевања. Савезни је извршни службеник за јавно–приватну сарадњу, укључујући Национални саветодавни комитет за трговину децом и омладином у Сједињеним Америчким Државама и Заједничку радну групу за принудни рад.

## Награде и признања
Сведочила је пред Конгресом о обиму трговине људима и освојила бројне награде за свој рад у овој области, неке од њих су:
- 2005. – награда Do Something Brick за социјално предузетништво, коју је уручио председник Бил Клинтон[5]
- 2007. – награда Џон Хоуп Универзитета Браун за рад у заједници
- 2007. – награда Running Start Women to Watch од Lifetime Television
- 2009 – Харлекин награда „Више од речи”[6]
- 2010 – Дајана фон Фирстенберг „Награда за глас народа”[7]
- 2010. – проглашена за једну од педесет најутицајнијих жена на свету од часописа Woman's Day[8]
- 2013. – награда Named 2013 Power of One од Музеја холокауста у Илиноису и образовног центра[9]